# 京特·拉爾
京特·拉尔（德語：Günther Rall，1918年3月10日—2009年10月4日），德國聯邦國防軍（西德軍）退役中將、空軍總監，是第二次世界大戰期間納粹德國空軍第三號王牌飛行員。他執行了621次任務擊落275架敵機，其中272架在東線擊落，241架是蘇聯戰鬥機，期間被擊落8次負傷3次。

## 生平

### 早年
1918年3月10日，拉爾於德國巴登黑森林的加格瑙出生，父親是個商人。他1936年以准尉軍銜加入德國陸軍。進入德勒斯登軍事學院後受到影響而加入了空軍。1938年他完成了訓練成為飛行員並加入第52战斗机联队（JG52），當時官拜少尉。

### 第二次世界大戰
京特·拉爾在納粹德國入侵法國期間執行首次任務，1940年5月18日擊落第一架敵機。其後第52聯隊調派到加來為不列顛空戰作準備。7月25日由於第52聯隊損失嚴重，拉爾出任第8中隊的中隊長（Staffelkapitän），並於8月1日獲晉升為中尉。他一直戰鬥到第52聯隊調離前線為止。
後來拉爾參與了佔領羅馬尼亞和巴爾幹半島的戰事，後於1941年5月參與了空降克里特的戰役。克里特戰役成功後，第52聯隊調到羅馬尼亞保護該地區的油田免受蘇聯轟炸機轟炸。巴巴羅薩作戰期間，拉爾在1941年6月取得其第2、第3和第4個戰績，拉爾的中隊更加在5天內擊落蘇聯飛機50多架。在10月間，拉爾擊落12架敵機。
第52聯隊後來加入南方集團軍並繼續在東線南方執行任務。1941年9月28日，拉爾擊落第26架戰績，但在同日他的引擎被擊中後熄火。他在德軍戰線後方迫降，背部嚴重受傷，休養了9個月。1942年8月復出後又擊落了26架蘇聯飛機。
8月至11月期間，他擊落38架敵機，總數達到101架。1942年11月26日希特拉親自頒發橡葉騎士鐵十字勳章給拉爾。1943年4月晉升為上尉並擔任第52聯隊第3大隊大隊長（Gruppenkommandeur）。8月7日擊落第150架敵機，到月尾時已經到達200架並獲授與橡葉帶劍騎士鐵十字勳章。1943年10月，拉爾又擊落了40架敵機，做出他單月最好的戰績。1個月後，他成為繼沃爾特·諾沃特尼之後第2個突破250架戰績的飛行員。1943年期間，拉爾擊落151架敵機，僅次於諾沃特尼（196架）和赫爾曼·格拉夫（160架）。
1944年4月19日，他調派到第11聯隊（JG11）擔任第2大隊大隊長。第11聯隊的任務是防衛德國本土領空，拉爾帶領其大隊面對美軍第八航空隊轟炸機群。1944年5月1日拉爾晉升為少校。5月12日他再度受傷，失去了一隻拇指並因為傷口感染而休養了一段時間，於11月復出。
1945年2月20日調派到薩爾茲堡的第300聯隊（JG300），戰爭結束時被美軍俘獲。

### 戰後

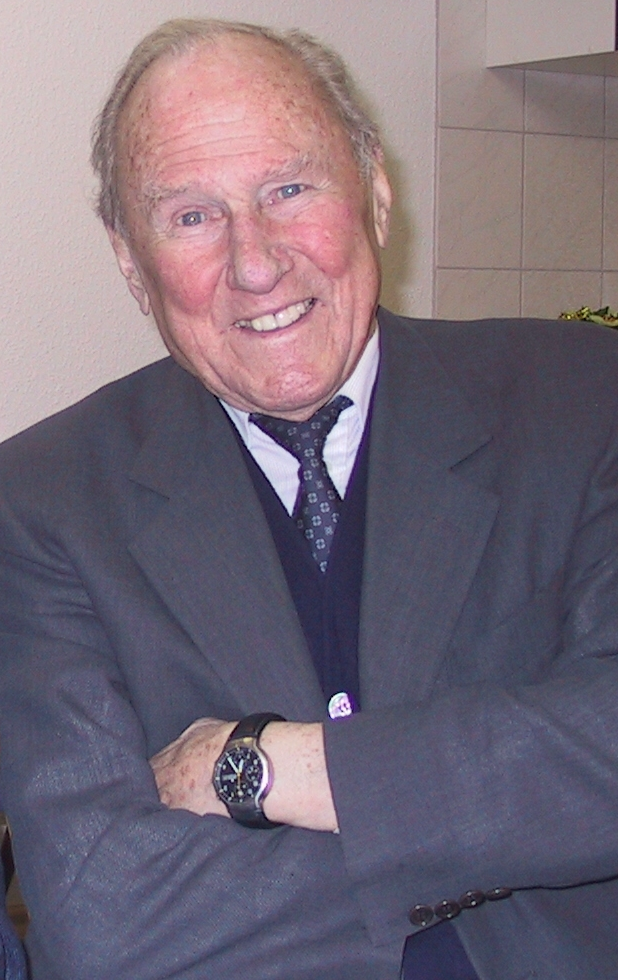
2004年的京特·拉尔

戰後京特·拉爾在西德定居並於1956年加入西德空軍。1971年1月1日至1973年3月31日期間擔任西德空軍總監。1974年4月1日至1975年10月13日擔任北約武官，退役時官拜中將。
2004年時他出版了自己的回憶錄《我的飞行笔记》Mein Flugbuch (My Flightbook)。

## 逝世
2009年10月4日，京特·拉爾在德国家中因心脏病突发不治逝世，享年91岁。

## 著作

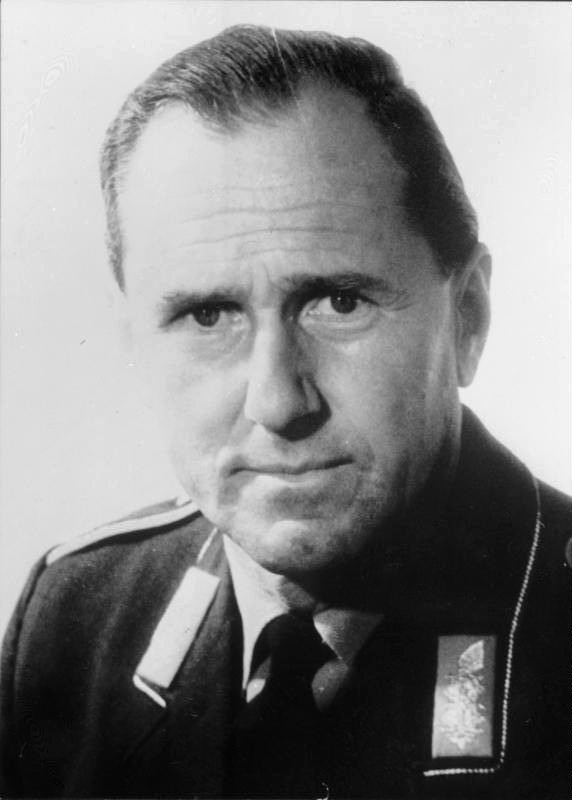
德國聯邦國防軍空軍的京特·拉爾空軍中將

- Günther Rall: Mein Flugbuch. Erinnerungen 1938-2004. NeunundzwanzigSechs, Moosburg 2004, ISBN 978-3-9807935-3-7

## 外部連結
- 2003年會面時的一些照片 （页面存档备份，存于）
- https://web.archive.org/web/19991005040909/http://www.elknet.pl/acestory/rall/rall.htm
- http://www.luftwaffe.cz/rall.html （页面存档备份，存于） 傳記